# Giovanni Brusca
Giovanni Brusca (* 20. Februar 1957 in San Giuseppe Jato, Metropolitanstadt Palermo, Italien) ist ein ehemaliger Angehöriger der sizilianischen Cosa Nostra. Er war maßgeblich an dem Attentat auf den Mafiajäger Giovanni Falcone am 23. Mai 1992 beteiligt. Nach seiner Verhaftung 1996 kooperierte er mit der italienischen Justiz.

## Familie
Giovanni Brusca war – wie sein Vater Bernardo Brusca (1929–2000) und seine beiden Brüder Emanuele und Enzo – Mitglied der Mafia in San Giuseppe Jato. Schon sein Urgroßvater und sein Großvater waren „Ehrenmänner“, also Mitglieder der Mafia. San Giuseppe Jato ist ländlich geprägt; die ortsansässige Mafia-Familie wurde von Antonio Salamone geleitet. Giovannis Vater, der Bauer war, war lange Jahre dessen Stellvertreter. Die Bruscas arbeiteten sehr eng mit den Corleonesern, der Mafia-Familie aus dem Bergstädtchen Corleone, zusammen und gehörten zu ihrem Bündnis. Bernardo Brusca war über 20 Jahre ein treuer Gefolgsmann von Totò Riina.
Salamone hingegen war eher ein Anhänger Stefano Bontades, der in Opposition zu den Corleonesern stand. Nachdem Salomone 1974 nach Brasilien gegangen war, übernahm der Vater von Giovanni Brusca zunächst die Regentschaft im Clan. Im Laufe der Zeit gelang es ihm, vollständig die Macht an sich zu reißen. Unterstützung fand er darin auch bei den Corleonesern unter Riina, die Ende der 1970er Jahre innerhalb der Cosa Nostra in eine dominante Position aufstiegen. Tommaso Buscetta sprach nach seiner Festnahme Anfang der 1980er Jahre mehrmals abschätzig über Bernardo Brusca und sagte unter anderem, er sei eine der „niederträchtigsten Personen seit Nero“. Bis in die 1980er Jahre war die Familie Brusca nur wenigen ein Begriff.

## Aufstieg in der Cosa Nostra
Giovanni Brusca wurde im Jahr 1976 mit 19 Jahren zum „Ehrenmann“ gemacht; zuvor hatte er bereits einen Mord für die Corleoneser begangen. Sein „Pate“ bei der Aufnahmezeremonie war Totò Riina. Ende der 1970er Jahre arbeitete er eine Zeitlang als Fahrer für den Corleoneser Bernardo Provenzano. Als die Corleoneser im Zweiten Mafiakrieg von 1981–1983 ihre Gegner vernichteten und so die absolute Vorherrschaft errangen, übernahmen auch die ambitionierten Bruscas in der Familie von San Giuseppe Jato die alleinige Kontrolle. Salamone stellte sich freiwillig der Polizei, um nicht Gefahr zu laufen, ermordet zu werden. Brusca arbeitete als Killer für die Corleoneser. Als treuer Anhänger vom „Boss der Bosse“ Salvatore Riina stieg er 1989 zum „capomandamento“ auf, zum Boss von drei Mafia-Familien, als sein Vater verhaftet werden konnte. Auch in der sogenannten „Kommission“ avancierte er zum Mitglied.
Als die Corleoneser 1992 begannen, gegen den Staat Krieg zu führen, war Brusca bereits einer der profiliertesten Killer der Organisation; so hatte er den Boss der Familie von Alcamo, Vincenzo Milazzo, ermordet, als der begann, sich Riina zu widersetzen. Brusca war es auch, der rund 400 Kilogramm Sprengstoff für das Attentat auf den Juristen und Mafiajäger Giovanni Falcone in Waschpulvertonnen verpackte und in einem Abflussrohr unter der Autobahn bei Palermo deponierte. Die von ihm selbst gezündete Bombe tötete den Richter, seine Frau und drei seiner Leibwächter am 23. Mai 1992 bei Capaci nahe Palermo. Auch bei dem Mord an Paolo Borsellino war Brusca beteiligt; im Herbst 1992 erschoss er abends Ignazio Salvo, der sich in den letzten Jahren ebenso wie Salvatore Lima als unfähig herausgestellt hatte, die Cosa Nostra vor Verfolgung zu schützen. Er beging beide Morde im Auftrag von Salvatore Riina.
Es kam zu einer energischen Reaktion des italienischen Staates und 1993 wurde Riina verhaftet. Daraufhin begannen die Corleoneser und Brusca auf dem italienischen Festland terroristische Anschläge durchzuführen. In Florenz, Mailand und Rom explodierten Bomben, töteten und verletzten dutzende Menschen und richteten Schäden in Millionenhöhe an. Nachdem auch Riinas Nachfolger Leoluca Bagarella 1995 verhaftet werden konnte, beendete der neue Boss Provenzano die Attentate und Anschläge; er befahl eine „Pax Mafiosa“.
Brusca war auch derjenige, der am 23. November 1993 Giuseppe Di Matteo, den Sohn von Santino Di Matteo, der mit der Polizei kooperierte, entführte, als der Junge zwölf Jahre alt war. Zwei Jahre und drei Monate hielten er und Angehörige seines Clans den Jungen in einem Schuppen gefangen und spielten dem Vater Fotos zu, um ihn zu nötigen, seine Zusammenarbeit mit den Behörden zu beenden. Der Vater blieb bei seinen Aussagen. Brusca ließ den inzwischen fast 15-Jährigen am 11. Januar 1996 erwürgen und die Leiche in Säure auflösen. Brusca selbst sagte Jahre später, durch die grausame Tat sei nichts erreicht worden. Er halte die Entführung für den Beginn des Niedergangs der Corleoneser.

## Verhaftung, Haftstrafe und Freilassung
Am 20. Mai 1996 umzingelten 400 Polizisten das Haus in der Provinz Agrigent, in dem Brusca und seine Familie sich versteckt hielten, und verhafteten ihn und seinen Bruder Enzo. Bald begann er, mit den Behörden zu kooperieren. Danach gestand er, er habe „viel mehr als hundert, aber sicher weniger als zweihundert“ Menschen getötet. Bruscas Spitzname war mammasantissima – ein furchtbarer Mafioso, und lo scannacristiani „der Mann, der den Menschen den Hals durchschneidet“ bekannt („Das Wort ‚Christ‘ ist im Sizilianischen gleichbedeutend mit ‚Mensch‘, in der Mafia jedoch bedeutet es ‚Ehrenmann‘“.).
Für seine Beteiligung am Attentat bei Capaci verurteilte das Schwurgericht in Caltanissetta ihn am 26. September 1997 zu einer Freiheitsstrafe von 26 Jahren. Wegen seiner Kooperation mit den Behörden konnte er eine lebenslange Haftstrafe vermeiden. Im Juli 1998 verurteilte das Schwurgericht Palermo ihn zu 18 Jahren Freiheitsentzug im Mordfall Ignazio Salvo und im Februar 1999 zu 30 Jahren Freiheitsentzug wegen der Ermordung des Jungen Giuseppe Di Matteo. Im Jahr 2000 wurde Brusca offiziell der Status eines Justiz-Mitarbeiters zuerkannt. Infolgedessen kam er in den Genuss von Hafterleichterungen.
Wegen guter Führung kam er während seiner Haftzeit auch in den Genuss von mindestens 80 Freigängen. Auf einem dieser Freigänge wurde er 2004 verhaftet, weil er beim Telefonieren mit einem Handy überrascht worden war, was gegen die Auflagen verstieß. Nach dem Fund von 180.000 Euro in der Wohnung seiner Frau wurde er 2010 erneut wegen Erpressung angeklagt und verdächtigt, seine kriminellen Geschäfte vom Gefängnis aus weiterzuführen. Die Anklage wurde schließlich auf Nötigung zurückgestuft. 2019 wurde ein Gesuch Bruscas auf Übergang in den Hausarrest vom Kassationsgerichtshof abgelehnt.
Brusca wurde am 31. Mai 2021 nach 25 Jahren Haft aus dem Gefängnis Rebibbia in Rom entlassen. Er musste bis Mai 2025 bestimmte Auflagen der vom Appellationsgericht in Mailand angeordneten libertà vigilata („überwachte Freiheit“) erfüllen. 
Zugleich steht er unter Zeugenschutz; sein Aufenthaltsort wird geheim gehalten und seine wahre Identität verschleiert. Angehörige der Opfer Bruscas und einige italienische Politiker kritisierten 2021 die frühe Haftentlassung.
Roberto Saviano beklagte im Mai 2025 die Freilassung Bruscas als „schmerzlich“. Man müsse allerdings erkennen, dass Italien und andere Staaten im Kampf gegen die organisierte Kriminalität ohne die Mitarbeit von Kronzeugen keine Ergebnisse erzielen könnten.